# Bala Morghab
Bala Morghab (chiamato anche Bala Murghab) è una località dell'Afghanistan, 170 km a nordest da Herat. Fa parte della provincia di Badghis, al confine con il Turkmenistan.

## Scontri delle forze militari italiane
In questa località sorge la base operativa avanzata che ospita i militari italiani insieme ad unità dell'esercito afghano e statunitense.
Nel 2009 tutta la valle è stata teatro di aspri scontri tra gruppi di insorti da una parte e l'esercito afghano, gli italiani e gli americani dall'altra.
La creazione di una bolla di sicurezza nel corso del 2010, composta da OP (Observation Point) collegati tra loro da vere e proprie trincee, ha segnato una svolta nella battaglia per il controllo della regione.
Quest'operazione, portata avanti inizialmente soprattutto dal 183º reggimento Paracadutisti Nembo di Pistoia e dal 151º reggimento Fanteria Sassari di Cagliari e successivamente dal 2º reggimento alpini di Cuneo e dall'8º reggimento alpini di Cividale del Friuli, ha permesso di mettere in sicurezza un'ampia area intorno alla FOB, consentendo il rientro della popolazione nei propri villaggi e una sensibile diminuzione degli attacchi da parte degli insorti.